# Katja Kettu
Œuvres principales
roman Kätilö ou La Sage-femme
Katja Kettu, née le 10 avril 1978  à Rovaniemi, est une romancière, chanteuse et réalisatrice finlandaise de langue finnoise.

## Biographie
Kettu fait ses études à l'École d'art de l'université des sciences appliquées de Turku et à l'université de Tampere.
Elle fait paraître son premier roman en 2005 et son roman Kätilö, datant de 2011, reçoit plusieurs prix prestigieux : le prix Kalevi Jäntti 2011, la médaille Kiitos kirjasta 2012 et le prix Runeberg 2012. Il est aussi le livre le plus lu en Finlande en 2011. Une adaptation du livre au cinéma est en cours sous la direction d'Antti Jokinen.
Kettu est aussi la chanteuse du groupe punk Confusa.
Elle est aussi réalisatrice. Son film d'animation Mankeli, réalisé en 2011 avec Jan Andersson, a reçu le Grand prix du festival du film d'animation de Fredrikstad.

## Œuvres
- (fi) Surujenkerääjä, 2005 (ISBN 951-0-30720-3).
- (fi) Hitsaaja, 2008 (ISBN 978-951-0-34493-4).
- La Sage-femme [« Kätilö : romaani »]  (trad. Sébastien Cagnoli), Actes Sud, 2014 (1re éd. 2011) (ISBN 978-951-0-38200-4)
- (fi) Piippuhylly, 2013, recueil de nouvelles.
- Le Papillon de nuit  (trad. Sébastien Cagnoli), Actes Sud, 2020 (ISBN 978-2-330-13103-6)

## Prix
- Prix Tiiliskivi, 2005